# Mantidactylus majori
Mantidactylus majori är en groddjursart som beskrevs av George Albert Boulenger 1896. Mantidactylus majori ingår i släktet Mantidactylus och familjen Mantellidae. IUCN kategoriserar arten globalt som livskraftig. Inga underarter finns listade i Catalogue of Life.